# Robert Rober
Robert Rober (* 14. April 1926; † 16. November 2007) war ein deutscher Film- und Theaterschauspieler.

## Leben
Rober war Kind eines Berliners und einer Wienerin. Seine Schauspielausbildung machte er am Max-Reinhardt-Seminar. Er war als Theaterschauspieler in Wien, Hamburg, München und Berlin tätig und übernahm Rollen in Kino- und Fernsehfilmen sowie Fernsehserien. Rober war auch als Autor aktiv und verfasste das Buch Schauspieler-Anekdoten, das auf Erzählungen von Kollegen und eigenen Erlebnissen im Theater basiert.
Rober war ein leidenschaftlicher Schallplattensammler klassischer Musik und besaß eine große Sammlung davon. Er war mit Johannes Heesters und Alice und Ellen Kessler befreundet, mit denen er zusammen auch auf Theatertournee ging. 2007 starb Rober an Krebs. Er wurde auf dem Waldfriedhof Dahlem in Berlin beerdigt.

## Filmografie (Auswahl)
- 1952: Hannerl
- 1965: Das letzte Kapitel (Fernsehfilm)
- 1965: Das Strafquartett: Ein Knastical
- 1966: Ganovenehre[2]
- 1971: Brautwerbung (Fernsehfilm)
- 1983: Frühlingssinfonie
- 1987: Vicky und Nicky (Fernsehfilm)
- 1987: Hexenschuß (Fernsehfilm)
- 1988: Nordlichter (Fernsehserie)
- 1989: Der Landarzt (Fernsehserie)
- 1994: Elbflorenz (Fernsehserie)
- 1994: Polizeiruf 110 (Fernsehserie)
- 1994: Tödliches Erbe (Fernsehfilm)
- 2002: In aller Freundschaft Folge 158: Der Kurschatten

## Theater (Auswahl)
- 1950: Die verliebte Pension, Operette von G. M. Haselbrunner (Libretto) und Heinrich Braun (Musik); Konservatorium der Stadt Wien
- 1950: Der Kaufmann von Venedig (Graziano); Theater für Vorarlberg
- 1950: Maria Magdalena (Sohn Karl); Theater für Vorarlberg
- 1952: Geliebte Hexe. (Bell, Book and Candle, 1951, deutsch von Alfred Polgar); Theater in der Josefstadt, Gastspiel in den Wiener Kammerspielen[3]
- 1996–1997: Ein gesegnetes Alter[1]

## Veröffentlichungen
- Schauspieler-Anekdoten. Illustrationen: Gerard Hoffnung. Langen Müller, München/Wien 1982, ISBN 3-7844-1950-X.